# 千葉県立船橋芝山高等学校
千葉県立船橋芝山高校（ちばけんりつ ふなばししばやまこうとうがっこう）は、千葉県船橋市芝山七丁目にある県立高等学校。
1978年（昭和53年）、団塊ジュニア世代の中学浪人対策として、津田沼高校、松戸六実高校など県北西部地域の6校と同時に開校した。建設費削減のため、これらの高校の校舎の設計等は全て同じ規格品である。団塊ジュニア世代のピーク時の生徒数は10クラス470名に達した。

## 設置学科
- 普通科

## 通学区域
第2学区に位置し、交通手段の選択肢が多彩なため、船橋市のほか、八千代市、市川市、浦安市からの通学者が多い。

## 教育環境
芝山団地の東部に位置し、同団地に隣接して千葉県立船橋東高等学校、私立東葉高等学校（旧・船橋女子高等学校、1996年（平成8年）に船橋市宮本より移転改称、後に共学化）などがあり、市内では習志野台に次ぐ文教地区を形成しつつある。正門より中門への坂（芝山坂）は、春になると桜が美しい。

## 学校行事
学園祭は創立当初「文化発表会」「体育大会」と呼ばれていたが、のちに翔鷹祭「文化の部」「体育の部」と改称された。

## 部活動
運動系
- 陸上競技
- 剣道
- 弓道
- 野球
- 卓球
- サッカー
- バスケットボール
- バレーボール
- 硬式テニス
- ソフトボール

文化系
- 吹奏楽
- アースサイエンス
- 演劇
- 美術
- 書道
- 茶道
- 漫画研究
- 文芸
- 写真
- 科学研究

同好会
- 音楽
- ボランティアグループ
- 家庭科

- 盛んな部活動
野球部は創部から10年ほど公式戦で1勝もできなかったが、1987年（昭和62年）に国府台高校を相手に初勝利をあげ、また2回戦では銚子商業高校に敗れはしたが善戦したことから、新聞を賑わせた。またその翌年にはベスト16、1995年（平成7年）にベスト8などの成績を残している。その後、2016年(平成28年)第98回全国高等学校野球選手権千葉県大会でも、再び21年ぶりにベスト8入りした（対戦相手は、千葉経済大学附属高等学校）。
2018年（平成30年）第71回秋季千葉県高等学校野球大会ではベスト16入り（対戦相手は成田高等学校）し、高校野球激戦区千葉において、県立高校として善戦している。

- その他、弓道は2005年（平成17年）関東大会出場、同年と翌年に国体選手輩出。陸上競技は近年では毎年、関東大会への出場やインターハイへの出場経験（近年では2009年に4×400mリレーでインターハイ出場）を持つ。

## 生活指導
創立十周年記念誌 第三章 翔けよ青春 ―各部の歩み―より当時あった事実を基に要約
「西の愛知」に負けてならじと、創立当初は県内きっての管理教育のモデル校とされ、登校指導では遅刻で1点、早退で1点、欠席で2点とする点数制を導入、3点になると1週間の早朝掃除を行った。1990年7月6日に校門圧死事件が起きた兵庫県立神戸高塚高等学校と同じような登校指導を行い、登校時間後は門扉を施錠していた。
他にも月1度の除草作業を生徒全員参加で行い、愛校心を深める教育にも力を注いでいた。靴下は全員白で統一された。
上記の内容は1985年から1990年代前半まで行われていたもので、2006年には生活指導に関するものは登校指導、頭髪服装検査が学期間に数回実施されるのみになった。近年ではカーディガン着用も認められている。

## 沿革
- 1977年（昭和52年） - 学校設置決定、設置準備委員会発足。
- 1978年（昭和53年） - 仮校舎（現在の船橋市立芝山西小学校）にて開校。
- 1979年（昭和54年） - 校舎完成、現在地に移転される。

## 著名な卒業生
- 寺田恵子（ロックシンガー/SHOW-YAボーカル・82年卒）
- 木村千比呂（和太鼓奏者/創作太鼓集団「和太鼓総」代表・82年卒）

## 交通アクセス
- 東葉高速線飯山満駅から徒歩11分[3]
- 京成松戸線薬園台駅から徒歩18分[3]、高根木戸駅から徒歩18分[3]
- 総武線東船橋駅から京成バス（東01,船28A[4]系統：飯山満駅行）で約15分、芝山中学校[5]停留所より徒歩約8分

## 付記
- 『SUNNY 強い気持ち・強い愛』（2018年8月公開）の劇中の回想シーンで主要メンバーが通っていた高校として学校周辺が登場する。